# Mangola reticulata
Mangola reticulata är en insektsart som beskrevs av Melichar 1906. Mangola reticulata ingår i släktet Mangola och familjen sköldstritar. Inga underarter finns listade i Catalogue of Life.